# Quint Fabi Buteó (qüestor 134 aC)
Quint Fabi Buteó (en llatí: Quinctus Fabius Buteo) va ser un magistrat romà del segle ii aC.
Va ser elegit qüestor l'any 134 aC, i el seu oncle Escipió Emilià li va donar el comandament de quatre mil voluntaris allistats a Roma per lluitar contra els celtibers a la Guerra de Numància.
La seva identitat, però, és controvertida. Apià diu que era nebot d'Escipió Emilià. Smith interpreta que el seu pare era Quint Fabi Màxim Emilià, fill de Luci Emili Paulus Macedònic (també pare de sang d'Escipió Emilià), adoptat per un fill (o potser més aviat un net: Quint Fabi Màxim, pretor el 181 aC) de Quint Fabi Màxim, el vencedor d'Hanníbal. Quint Fabi Buteó, per tant, hauria estat el pare de Quint Fabi Màxim Al·lobrògic. Resta per explicar solament el cognom, que no és propi de la seva branca de la gens Fàbia ans a la branca dels Fabi Buteó (amb els quals no tenia parentiu conegut). Per això, Münzer considera que el nebot d'Escipió Emilià, qüestor el 134 aC, seria directament Quint Fabi Màxim Al·lobrògic, i no el seu pare, de manera que Quint Fabi Buteó, qüestor el 134 aC, no hauria existit mai. Una altra possibilitat és que per nebot (ἀδελφιδοῦς) Apià entengués 'besnebot', fent referència a Quint Fabi Màxim Al·lobrògic però mantenint-lo com a net de Quint Fabi Màxim Emilià.